# Taniawa
 Taniawa (ukr. Танява) – wieś na Ukrainie, w  obwodzie iwanofrankiwskim, w rejonie dolińskim.  Podporządkowana radzie miasta Bolechów.